# Red podvezice
Orden podvezice ili The Most Noble Order of the Garter jedno od najviših, ali i najpopularnijih odličja na svijetu nastao je za vladavine engleskog kralja Edwarda III. 1348. godine. Točnije, kralj je utemeljio plemeniti red u kojem su osim njega bila i dvadesetpetorica vitezova. Vitezovi koji su članovi kraljevske obitelji, nazivaju se kraljevskima (Royal Knights Companions), dok vitezovi koji nisu članovi kraljevske obitelji nose naziv vanjski ili posebni (Extra Knights). Tijekom stoljeća, nositeljima Ordena podvezice postalo je više od stotinu običnih (neplemenitih) ljudi, ali jedno pravilo nikad nije bilo prekršeno: član reda može postati i orden dobiti samo kršćanin.
Postoji nekoliko priča kako je odličje nastalo. Jedna od njih govori kako je prilikom jednog dvorskog bala, jednoj od dvorskih dama (sva je prilika da je riječ o grofici od Salisburyja) s noge spala jedna od podvezica. Riječ je, dakako, o podvezicama kojima se na bedru pričvršćivala čarapa, preteča onog što danas nazivano samostojeće čarape. Neki kažu kako se to zbilo u sobi pokraj plesne dvorane u kojoj se zatekao i sam kralj. Našavši podvezicu, dvorska ju je dama upravo navlačila na nogu, zadignuvši pritom haljinu, kad su u prostoriju banuli ostale dvorske dame i dvorjani. Pocrvenjevši, ali ne izgubivši prisutnost duha, rekla im je tad (na francuskom) ono što je postalo glavnim motom odličja : "Honi soit qui mal y pense!", tj. "Neka je stid onoga tko zlo pomisli", i izvukla i sebe i kralja iz neprilične situacije.
Orden podvezice smatra se najvišim britanskim vojnim i civilnim odličjem. Njezin nositelj automatski ulazi u britanski red vitezova i stječe pravo da ga se oslovljava "Sir", a svojem imenu i prezimenu ima pravo dodati kraticu K.G. (Knight of the Garter, odnosno Vitez podvezice).
Grbovi i stjegovi nosilaca Ordena podvezice mogu se vidjeti u kapelici reda, tj. u kapelici Sv. Jurja u Windsoru. Dan reda je 23. travnja (Jurjevo). Odličje čine zvijezda, podvezica i široka plava svilena vrpca s kolajnom zvanom mali George (mali Jura). Lanac s kolajnom sv. Jurja nosi se samo u posebnim prilikama kojima predsjeda suveren osobno.